# Uden (Gemeinde)

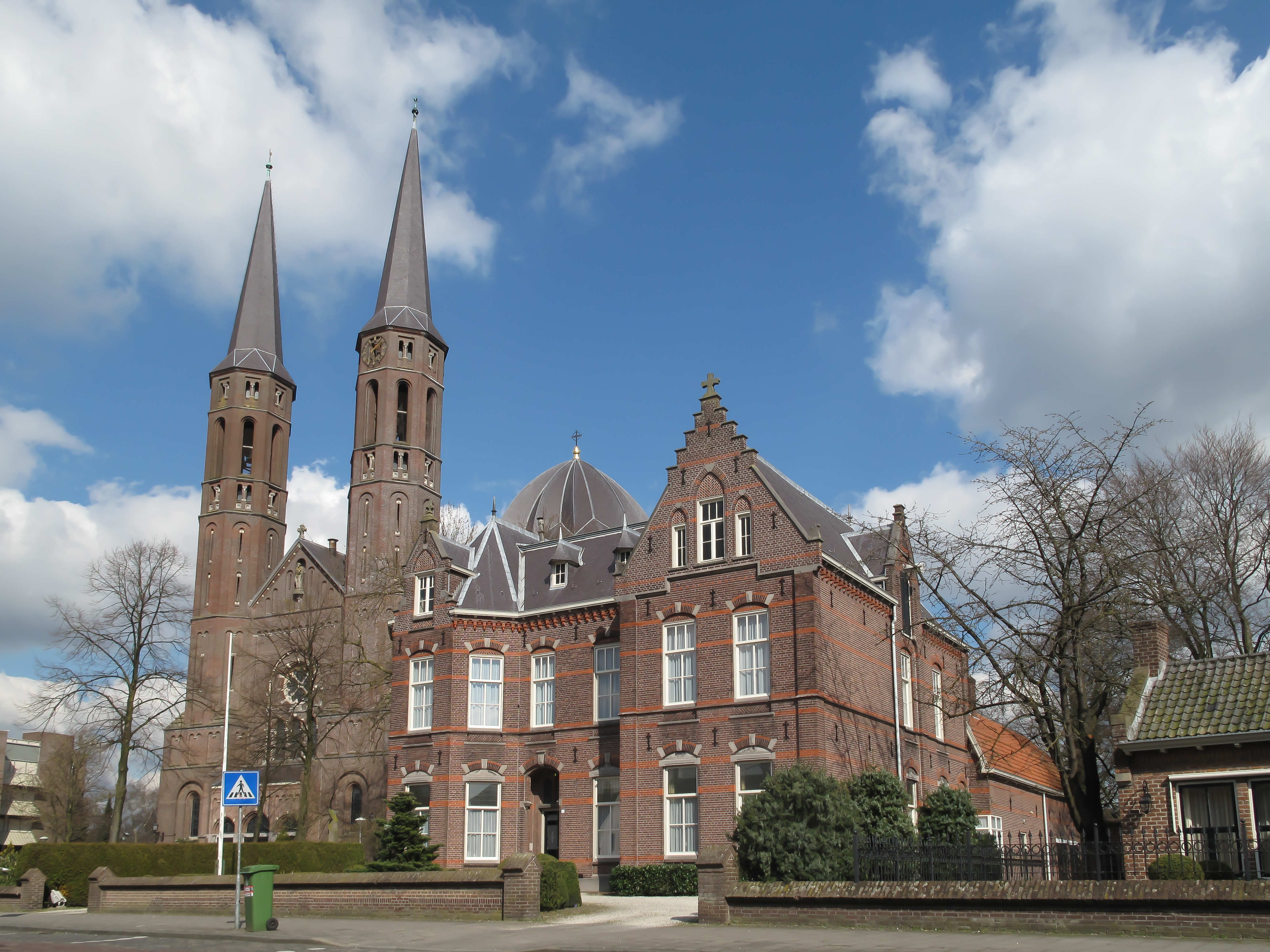
Uden, Kirche: de Sint Petruskerk

Uden (anhörenⓘ) war eine Gemeinde in der niederländischen Provinz Noord-Brabant. Zur Gemeinde gehörten das große Dorf Uden und die kleineren Dörfer Volkel und Odiliapeel.

## Lage und Wirtschaft
Uden liegt etwa in der Mitte des Städtedreiecks Nijmegen – Eindhoven – ’s-Hertogenbosch, an die es durch Busse angeschlossen ist; einen Eisenbahnanschluss besitzt Uden seit 1950 nicht mehr. Der Abstand zu allen drei Städten beträgt etwa 30 km.
Volkel hat einen wichtigen Fliegerhorst der niederländischen Luftwaffe (Vliegbasis Volkel, engl. Volkel Air Base), von wo aus oft Übungen zusammen mit anderen NATO-Partnern durchgeführt werden.
Während des Zweiten Weltkrieges legte die deutsche Luftwaffe den „Nachtlandeplatz Volkel“ an; dort konnten Abfangjäger (Nachtjäger) starten und landen. Die Abfangjäger wurden zum Schutz vor alliierten Bomberangriffen auf das Ruhrgebiet eingesetzt. 1943 wurde der Platz ausgebaut und umbenannt in „Fliegerhorst Volkel“. Er wurde Heimatflughafen der „5. Zerstörergruppe“ (Junkers Ju 88) und der „3. Gruppe Jagdgeschwader 7“ (Düsenjäger Messerschmitt Me 262). Im Rahmen der Operation Market Garden wurde der Fliegerhorst 1944 so intensiv bombardiert, dass er von der Luftwaffe nicht mehr verwendet werden konnte.
In Uden selbst gibt es einige Industriebetriebe, unter anderem Fabriken von CDs, Betten und Maschinen. Auch die Landwirtschaft ist von Belang. Uden ist das wirtschaftliche und kulturelle Zentrum der Region. Es hat ein Theater, ein Krankenhaus, viele Schulen usw.

## Geschichte
Das Dorf Uden entstand im Mittelalter aus fünf kleinen Ortschaften, von denen zwei schon im Frühmittelalter bestanden. Es wurden nämlich Spuren von Besiedlung durch die Franken gefunden.
Im Jahr 1339 bekam Uden eine eigene Gerichtsbarkeit.
Uden gehörte auch nach dem Westfälischen Frieden von 1648 zum Land von Ravenstein, also noch nicht zu der protestantischen Republik der Niederlande. Deshalb wichen Geistliche aus dem übrigen Nordbrabant hierher aus, und es wurden Klöster gegründet. So kamen 1638 die Kreuzherren und 1712 die Birgitten.
Erst 1816 kam Uden an die Niederlande. 1873 bis 1950 war Uden an die Eisenbahnstrecke der Boxteler Bahn angeschlossen.
Im Ersten Weltkrieg war Uden ein Zufluchtsort für Kriegsflüchtlinge aus Belgien.
Das Bauerndorf wurde 1951 von der Regierung in Den Haag dazu bestimmt, zu einer Fabrikstadt heranzuwachsen. Viel des dörflichen Charakters blieb jedoch erhalten.

## Sehenswürdigkeiten
Der Norden der Gemeinde ist ein Wald- und Heidegebiet, wo schöne Wanderungen möglich sind.
Im Birgittinerinnenkloster befindet sich ein interessantes Museum für Religiöse Kunst, mit u. a. Ikonen, mittelalterlichen Heiligenbildern usw.
Die neogotische St. Petrikirche in Uden wurde 1890 erbaut.

## Städtepartnerschaft
Die Gemeinde Uden unterhält eine Städtepartnerschaft mit Lippstadt, Nordrhein-Westfalen.

## Persönlichkeiten
- Die Filmproduzentin Cilia van Dijk (1941–2023) und der Trickfilmer Gerrit van Dijk (1938–2012) wurden in Uden geboren.
- Der Maler Piet Mondrian (Pieter Cornelius Mondrian) lebte und arbeitete 1904 in absoluter Zurückgezogenheit in Uden.[3]
- Guus Bierings (* 1956), Radrennfahrerin
- Laura de Vaan (* 1980), Handbikerin
- Nico Freriks (* 1981), Volleyballspieler
- Cheryl Maas (* 1984), Snowboarderin